# Militära grader i Förenta Staternas kustbevakning
Militära grader i Förenta Staternas kustbevakning visar de militära graderna och gradbeteckningarna samt uniformer och tjänstetecken i USA:s kustbevakning.

## Gradbeteckningar

### Officerare
| Officersgrader i Förenta Staternas kustbevakning | Officersgrader i Förenta Staternas kustbevakning | Officersgrader i Förenta Staternas kustbevakning | Officersgrader i Förenta Staternas kustbevakning | Officersgrader i Förenta Staternas kustbevakning | Officersgrader i Förenta Staternas kustbevakning | Officersgrader i Förenta Staternas kustbevakning | Officersgrader i Förenta Staternas kustbevakning | Officersgrader i Förenta Staternas kustbevakning | Officersgrader i Förenta Staternas kustbevakning | Officersgrader i Förenta Staternas kustbevakning | Officersgrader i Förenta Staternas kustbevakning |
| Am. lönegrad                                     | O-10                                             | O-9                                              | O-8                                              | O-7                                              | O-6                                              | O-5                                              | O-4                                              | O-3                                              | O-2                                              | O-1                                              |                                                  |
| ------------------------------------------------ | ------------------------------------------------ | ------------------------------------------------ | ------------------------------------------------ | ------------------------------------------------ | ------------------------------------------------ | ------------------------------------------------ | ------------------------------------------------ | ------------------------------------------------ | ------------------------------------------------ | ------------------------------------------------ | ------------------------------------------------ |
| Kragmärke Axelklaff Galon                        |                                                  |                                                  |                                                  |                                                  |                                                  |                                                  |                                                  |                                                  |                                                  |                                                  |                                                  |
| Tjänstegrad                                      | Admiral                                          | Vice Admiral                                     | Rear Admiral                                     | Rear Admiral                                     | Captain                                          | Commander                                        | Lieutenant Commander                             | Lieutenant                                       | Lieutenant Junior Grade                          | Ensign                                           |                                                  |
| Förkortning                                      | ADM                                              | VADM                                             | RADM                                             | RDML                                             | CAPT                                             | CDR                                              | LCDR                                             | LT                                               | LTJG                                             | ENS                                              |                                                  |
| Dagligt tilltal                                  | Admiral                                          | Admiral                                          | Admiral                                          | Admiral                                          | Captain                                          | Commander                                        | Commander                                        | Lieutenant                                       | Lieutenant                                       | Ensign                                           |                                                  |
| NATO-kod                                         | OF-9                                             | OF-8                                             | OF-7                                             | OF-6                                             | OF-5                                             | OF-4                                             | OF-3                                             | OF-2                                             | OF-1                                             | OF-1                                             |                                                  |
| Motsvarar i Svenska flottan                      | Amiral                                           | Viceamiral                                       | Konteramiral                                     | Flottiljamiral                                   | Kommendör                                        | Kommendörkapten                                  | Örlogskapten                                     | Kapten                                           | Löjtnant                                         | Fänrik                                           |                                                  |

### Specialistofficerare
| Kragmärke Axelklaff      |                         |                         |                         |
| Tjänstegrad              | Chief Warrant Officer 4 | Chief Warrant Officer 3 | Chief Warrant Officer 2 |
| Förkortning              | CWO4                    | CWO3                    | CWO2                    |
| NATO-kod                 | WO-4                    | WO-3                    | WO-2                    |
| Motsv. i Svenska flottan | saknas                  | saknas                  | saknas                  |

Specialistofficerare tillhör någon av följande yrkesgrenar.
- Flygteknik
- Musikledare
- Navigation
- Elektroteknik
- Kassa & intendentur
- Systemteknik
- Underrättelsesystem
- Brottsutredare
- Sjösäkerhet
- Materielunderhåll
- Sjukvårdsadministration
- Maskinteknik
- Ledningssystemoperationer
- Informationsansvarig
- Vapensystem

### Underofficerare
| Underofficersgrader i Förenta Staternas kustbevakning | Underofficersgrader i Förenta Staternas kustbevakning | Underofficersgrader i Förenta Staternas kustbevakning | Underofficersgrader i Förenta Staternas kustbevakning | Underofficersgrader i Förenta Staternas kustbevakning | Underofficersgrader i Förenta Staternas kustbevakning | Underofficersgrader i Förenta Staternas kustbevakning | Underofficersgrader i Förenta Staternas kustbevakning | Underofficersgrader i Förenta Staternas kustbevakning | Underofficersgrader i Förenta Staternas kustbevakning |
| Am. lönegrad | E-9                                                   | E-9                                                   | E-9                                                   | E-9                                                   | E-8                                                   | E-7                                                   |                                                       |                                                       |                                                       |
| --- | ----------------------------------------------------- | ----------------------------------------------------- | ----------------------------------------------------- | ----------------------------------------------------- | ----------------------------------------------------- | ----------------------------------------------------- | ----------------------------------------------------- | ----------------------------------------------------- | ----------------------------------------------------- |
| Ärmmärken |                                                       |                                                       |                                                       |                                                       |                                                       |                                                       |                                                       |                                                       |                                                       |
| Tjänstegrad | Master Chief Petty Officer of the Coast Guard1        | Master Chief Petty Officer of the Coast Guard Reserve | Command Master Chief Petty Officer                    | Master Chief Petty Officer                            | Senior Chief Petty Officer                            | Chief Petty Officer                                   |                                                       |                                                       |                                                       |
| Förkortning | MCPOCG                                                |                                                       | CMC                                                   | MCPO                                                  | SCPO                                                  | CPO                                                   |                                                       |                                                       |                                                       |
| NATO-kod | OR-9                                                  | OR-9                                                  | OR-9                                                  | OR-9                                                  | OR-8                                                  | OR-7                                                  |                                                       |                                                       |                                                       |
| Motsv. i Svenska flottan | Flottiljförvaltare                                    | Flottiljförvaltare                                    | Flottiljförvaltare                                    | Flottiljförvaltare                                    | Förvaltare                                            | Flaggstyrman                                          |                                                       |                                                       |                                                       |
| 1 Det finns bara en Master Chief Petty Officer of the Coast Guard och denne fungerar som rådgivare åt kustbevakningens kommendant i ärenden som rör underofficerskåren, underbefälskåren och sjömanskåren. |                                                       |                                                       |                                                       |                                                       |                                                       |                                                       |                                                       |                                                       |                                                       |

### Underbefäl
| Ärmmärken                |                           |                            |                           |
| Tjänstegrad              | Petty Officer First Class | Petty Officer Second Class | Petty Officer Third Class |
| Förkortning              | PO1                       | PO2                        | PO3                       |
| NATO-kod                 | OR-6                      | OR-5                       | OR-4                      |
| Motsv. i Svenska flottan | 1:e styrman               | Sergeant                   | Korpral                   |

### Sjömän
| Sjömansgrader i Förenta Staternas kustbevakning | Sjömansgrader i Förenta Staternas kustbevakning | Sjömansgrader i Förenta Staternas kustbevakning | Sjömansgrader i Förenta Staternas kustbevakning |
| Am. lönegrad                                    | E-3                                             | E-2                                             | E-1                                             |
| ----------------------------------------------- | ----------------------------------------------- | ----------------------------------------------- | ----------------------------------------------- |
| Ärmmärke                                        |                                                 |                                                 |                                                 |
| Tjänstegrad                                     | Seaman                                          | Seaman Apprentice                               | Seaman Recruit                                  |
| Förkortning                                     | SN                                              | SA                                              | SR                                              |
| NATO-kod                                        | OR-3                                            | OR-2                                            | OR-1                                            |
| Motsv. i Svenska flottan                        | Vicekorpral                                     | Sjöman 1kl                                      | Sjöman                                          |

## Tjänstetecken

### Yrkestecken

#### Flygavdelningen

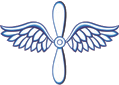
Flygtekniker
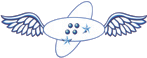
Flygelektrotekniker
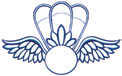
Ytbärgare

#### Intendentur- och miljöavdelningen

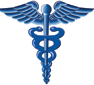
Hälso- och sjukvårdspersonal
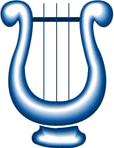
Musiker
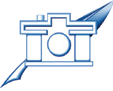
Informatör
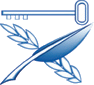
Förplägnadspersonal
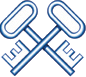
Förrådspersonal
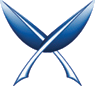
Expeditionspersonal
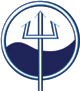
Miljötekniker

#### Däcks- och vapenavdelningen

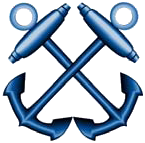
Däckspersonal
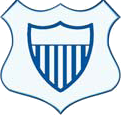
Sjöpolispersonal
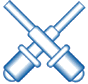
Vapentekniker
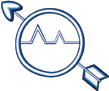
Ledningssystemoperatör
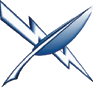
Underrättelsepersonal

#### Maskin- och skrovavdelningen

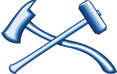
Skyddstekniker
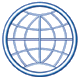
Elektrotekniker
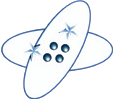
Systemtekniker
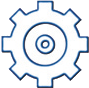
Maskintekniker
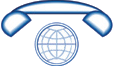
Teletekniker

#### Specifikt för kustbevakningens reserv

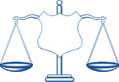
Utredningspersonal (för brottmål och personkontroll)

#### Exempel på gradbeteckningar och yrkestecken

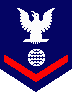
Electrician's Mate 3rd Class Korpral, elektrotekniker
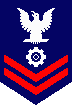
Machinery Technician 2nd Class Sergeant, maskintekniker
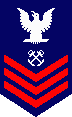
Boatswain's Mate 1st Class 1:e styrman, däckspersonal
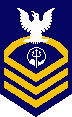
Marine Science Technician Chief Flaggkonstapel, miljötekniker
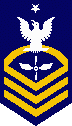
Aviation Maintenance Technician Senior Chief Förvaltare, flygtekniker
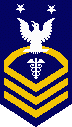
Health Services Technician Master Chief Fottiljförvaltare, hälso- och sjukvårdspersonal

Källa:  

### Facktecken

#### Flygande personal

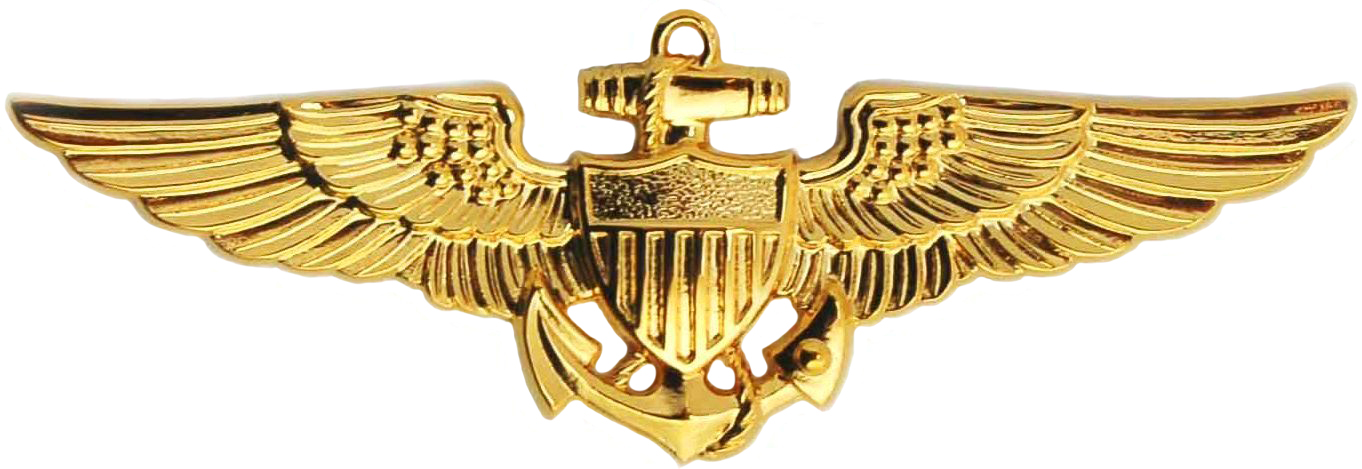
Flygförare
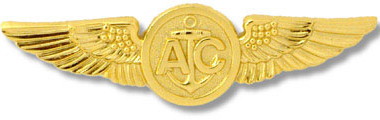
Flygare
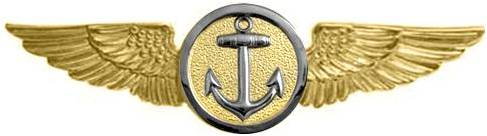
Uppdragsspecialist
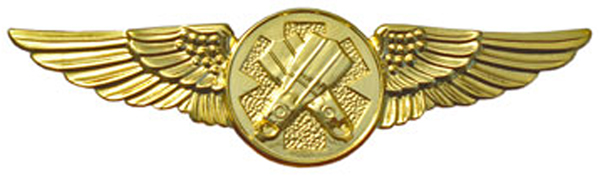
Ytbärgare

#### Sjögående personal

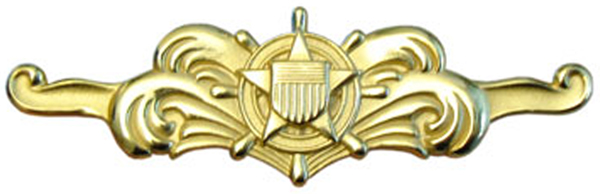
Fartygspersonal (officer och specialistofficer)
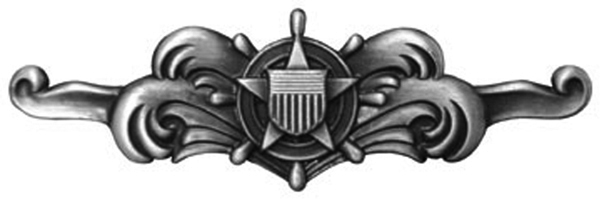
Fartygspersonal (övriga grader)
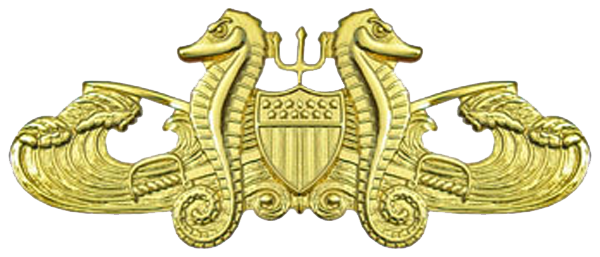
Hamnssäkerhets- personal i stridszon (officer och specialistofficer)
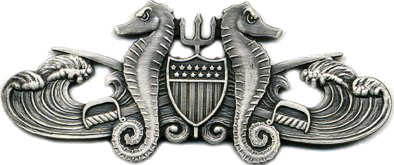
Hamnsäkerhets- personal i stridszon (övriga grader)
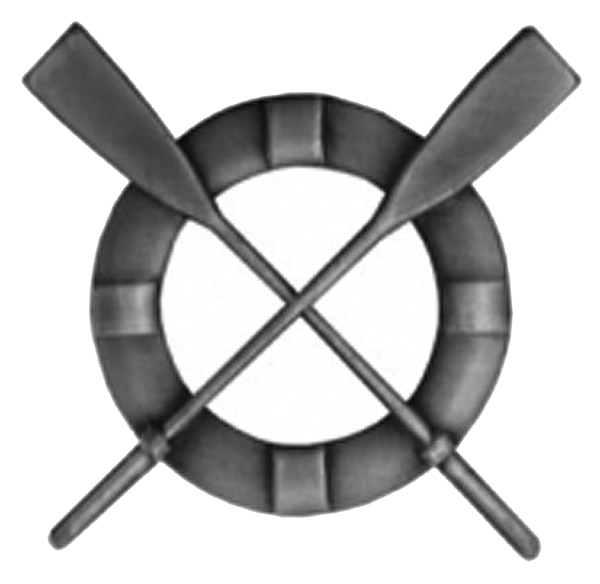
Räddningsbåtchef (övriga grader)
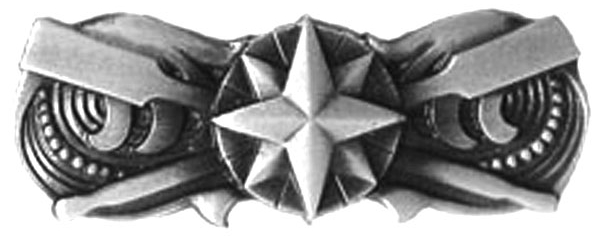
Båtchef (övriga grader)
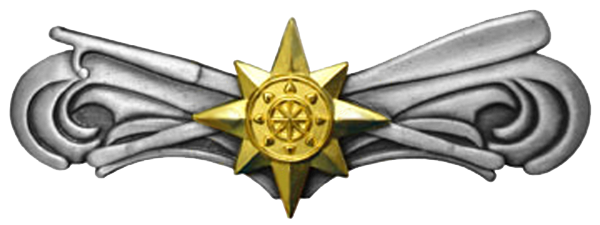
Båtpersonal (kvalificerad)
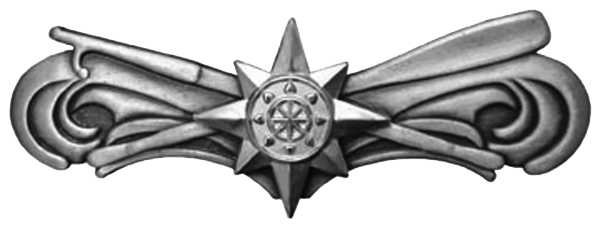
Båtpersonal
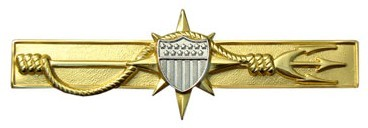
Sjösäkerhetspersonal
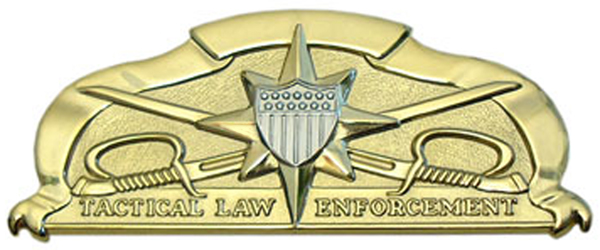
Taktisk kustbevakning i stridszon

#### Dykeripersonal

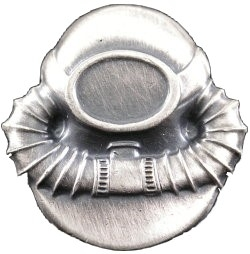
Lättdykare

## Uniformstyper

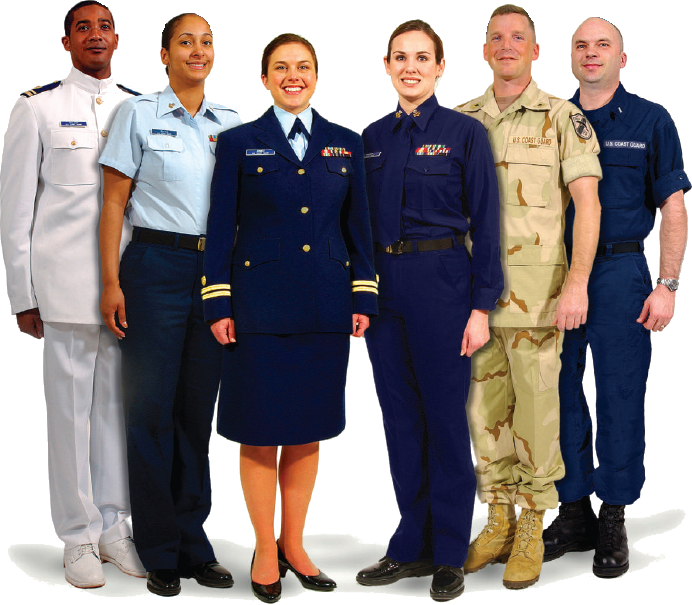
Uniformstyper som används vid USCG. Från vänster till höger: Dress white, Tropical blue, SDB, Winter dress blue, CUU (i ökenfärg), ODU (av äldre typ med skjortan nedstoppad).

Daglig dräkt för USA:s kustbevakning är sedan 1974 Service Dress Blue (SDB) vilken som grundläggande uniformsplagg har en enkelknäppt kavaj med bröstfickor (till skillnad från den traditionella sjöofficersuniformens dubbelknäppta) med ljusblå skjorta. Tropical blue är daglig dräkt för sommarförhållanden och bärs enbart med kortärmad ljusblå skjorta. Winter dress blue är vardagsdräkt vintertid. Dress white är en helvit trupparaddräkt för officerare. Arbetsdräkten kallas Operational Dress Uniform (ODU) och är helblå. Personal som tjänstgör i stridande förband bär även en kamouflagefärgad stridsdräkt, Camouflage Utility Uniform (CUU), med olika färg och mönster beroende på var förbandet tjänstgör. 

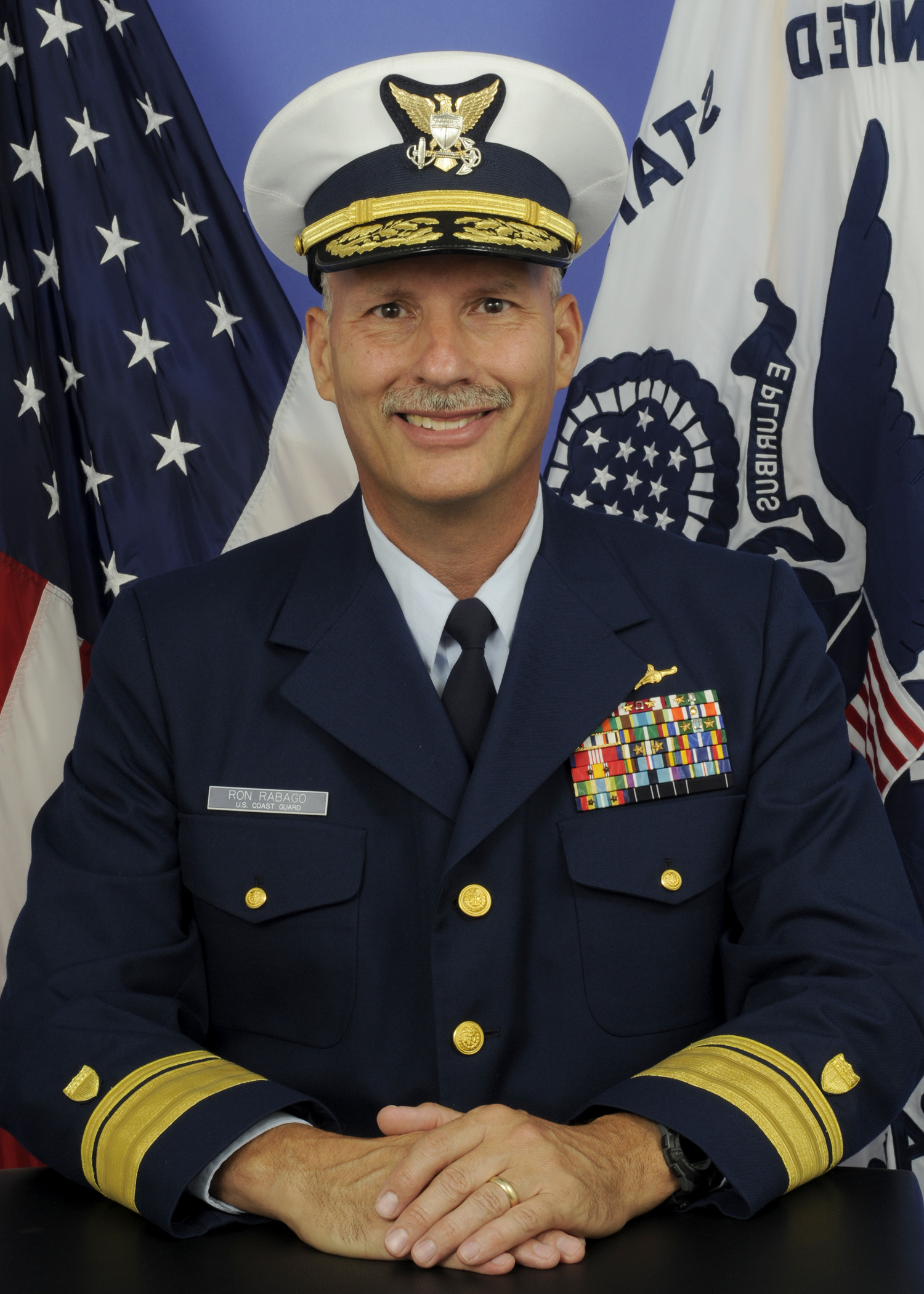
Konteramiral i daglig dräkt (SDB).
Flaggkonstapel i SDB.
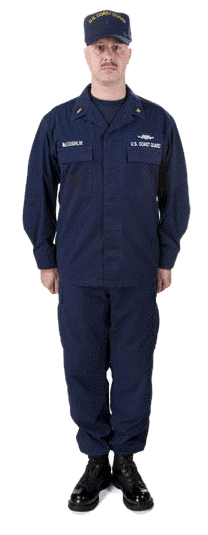
Arbetsdräkt (ODU) (nyare typ).
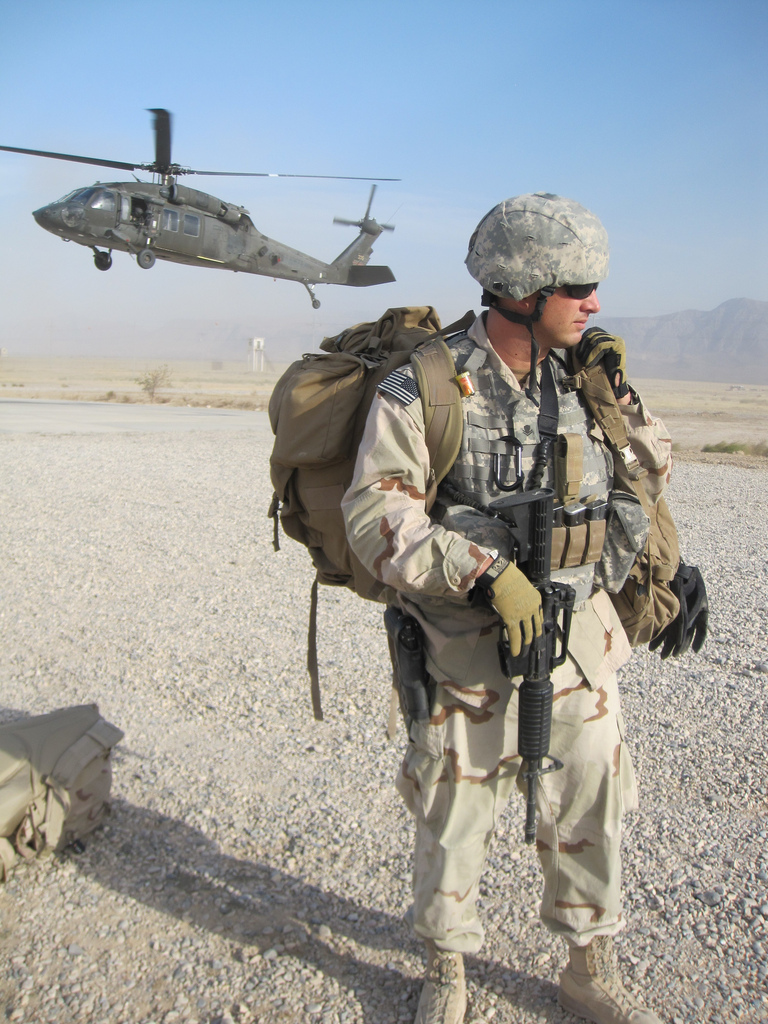
Stridsdräkt (CUU)